# Elateropsis quinquenotata
Elateropsis quinquenotata es una especie de escarabajo longicornio del género Elateropsis, tribu, Solenopterini, subfamilia Prioninae. Fue descrita por Chevrolat en 1862.

## Descripción
Mide 19 mm de longitud.

## Distribución
Se distribuye por Haití y Jamaica.